# Ercé (Ariège)
Pour les articles homonymes, voir Ercé.
Ercé est une commune française, située dans le département de l'Ariège en région Occitanie. Sur le plan historique et culturel, la commune fait partie du Couserans, pays aux racines gasconnes structuré par le cours du Salat.
Exposée à un climat de montagne, elle est drainée par le Garbet, le ruisseau de l'Estagette et du Moula et par divers autres petits cours d'eau. Incluse dans le parc naturel régional des Pyrénées ariégeoises, la commune possède un patrimoine naturel remarquable : un site Natura 2000 (le « mont Ceint, mont Béas, tourbière de Bernadouze ») et six zones naturelles d'intérêt écologique, faunistique et floristique.
Ercé est une commune rurale qui compte 580 habitants en 2022, après avoir connu un pic de population de 3 945 habitants en 1846. Elle fait partie de l'aire d'attraction de Saint-Girons. Ses habitants sont appelés les Ercéens ou Ercéennes.
Le patrimoine architectural de la commune comprend trois  bâtiments portés à l'inventaire des monuments historiques : la chapelle Saint-Pierre, inscrite en 1979, la Croix en fer d'Ercé, inscrite en 1964, et l'église Notre-Dame-de-l'Assomption, inscrite en 1964.

## Géographie

### Localisation
1. Carte dynamique
2. Carte Openstreetmap
3. Carte topographique
4. Carte avec les communes environnantes

La commune d'Ercé se trouve dans le département de l'Ariège, en région Occitanie.
Le territoire communal est situé dans les Pyrénées centrales, en Couserans et fait partie intégrante du parc naturel régional des Pyrénées ariégeoises. Il est particulièrement étendu et comporte outre le noyau villageois, de très nombreux hameaux. Les communes limitrophes en sont Aulus les Bains et Oust dans la vallée du Garbet. La commune est limitrophe d'autres territoires communaux relevant de la vallée d'Ustou ou bien de Massat.
Elle se situe à 29 km à vol d'oiseau de Foix, préfecture du département, à 19 km de Saint-Girons, sous-préfecture, et à 21 km de La Bastide-de-Sérou, bureau centralisateur du canton du Couserans Est dont dépend la commune depuis 2015 pour les élections départementales.
La commune fait en outre partie du bassin de vie de Saint-Girons.
Les communes les plus proches sont : 
Aleu (5,2 km), Biert (5,9 km), Ustou (6,0 km), Massat (6,5 km), Oust (6,7 km), Le Port (7,2 km), Seix (7,4 km), Aulus-les-Bains (7,6 km).
Sur le plan historique et culturel, Ercé fait partie du Couserans, pays aux racines gasconnes structuré par le cours du Salat (affluent de la Garonne), que rien ne prédisposait à rejoindre les anciennes dépendances du comté de Foix.

### Communes limitrophes
| Ercé est limitrophe de huit autres communes. Les communes limitrophes sont Aleu, Aulus-les-Bains, Biert, Massat, Oust, Le Port, Soulan et Ustou. Les limites communales de Ercé et celles de ses communes adjacentes. | \| Soulan \| Aleu, Biert \| Massat \| \| Oust \| Ercé \| Le Port \| \| \| Ustou \| Aulus-les-Bains \| |                 |
| Soulan | Aleu, Biert                                                                                           | Massat          |
| Oust | Ercé                                                                                                  | Le Port         |
| | Ustou                                                                                                 | Aulus-les-Bains |

### Géologie et relief
La commune est située dans les Pyrénées, une chaîne montagneuse jeune, érigée durant l'ère tertiaire (il y a 40 millions d'années environ), en même temps que les Alpes. Les terrains affleurants sur le territoire communal sont constitués de roches métamorphiques et plutoniques datant pour certaines du Mésozoïque, anciennement appelé Ère secondaire, qui s'étend de −252,2 à −66,0 Ma, et pour d'autres du Paléozoïque, une ère géologique qui s'étend de −541 à −252,2 Ma. La structure détaillée des couches affleurantes est décrite dans les feuilles « n°1074 - Saint-Girons » et « n°1086 - Aulus-les-Bains » de la carte géologique harmonisée au 1/50 000ème du département de l'Ariège, et leurs notices associées,.
La superficie cadastrale de la commune publiée par l’Insee, qui sert de références dans toutes les statistiques, est de 40,75 km2,. La superficie géographique, issue de la BD Topo, composante du Référentiel à grande échelle produit par l'IGN, est quant à elle de 40,91 km2. Son relief est particulièrement escarpé puisque la dénivelée maximale atteint 1 329 mètres. L'altitude du territoire varie entre 574 m et 1 903 m.
Son plus haut sommet est le Mont Béas culminant à 1 903 m.

### Hydrographie
La commune est traversée par le Garbet, un affluent du Salat.

### Climat
Pour des articles plus généraux, voir Climat de l'Occitanie et Climat de l'Ariège.
En 2010, le climat de la commune est de type climat des marges montargnardes, selon une étude s'appuyant sur une série de données couvrant la période 1971-2000. En 2020, Météo-France publie une typologie des climats de la France métropolitaine dans laquelle la commune est exposée à un climat de montagne et est dans la région climatique Pyrénées centrales, caractérisée par une pluviométrie annuelle de 1 000 à 1 200 mm.
Pour la période 1971-2000, la température annuelle moyenne est de 10,3 °C, avec une amplitude thermique annuelle de 15,1 °C. Le cumul annuel moyen de précipitations est de 1 153 mm, avec 10,2 jours de précipitations en janvier et 7,2 jours en juillet. Pour la période 1991-2020, la température moyenne annuelle observée sur la station météorologique la plus proche, située sur la commune de Val-de-Sos à 19 km à vol d'oiseau, est de 11,1 °C et le cumul annuel moyen de précipitations est de 1 175,9 mm,. Pour l'avenir, les paramètres climatiques de la commune estimés pour 2050 selon différents scénarios d'émission de gaz à effet de serre sont consultables sur un site dédié publié par Météo-France en novembre 2022.

### Milieux naturels et biodiversité

#### Espaces protégés
La protection réglementaire est le mode d’intervention le plus fort pour préserver des espaces naturels remarquables et leur biodiversité associée,.
La commune fait partie du parc naturel régional des Pyrénées ariégeoises, créé en 2009 et d'une superficie de 245 973 ha, qui s'étend sur 138 communes du département. Ce territoire unit les plus hauts sommets aux frontières de l’Andorre et de l’Espagne (la Pique d'Estats, le mont Valier, etc) et les plus hautes vallées des avants-monts, jusqu’aux plissements du Plantaurel.

#### Réseau Natura 2000
Le réseau Natura 2000 est un réseau écologique européen de sites naturels d'intérêt écologique élaboré à partir des directives habitats et oiseaux, constitué de zones spéciales de conservation (ZSC) et de zones de protection spéciale (ZPS).
Un site Natura 2000 a été défini sur la commune au titre de la directive habitats : le « mont Ceint, mont Béas, tourbière de Bernadouze », d'une superficie de 2 218 ha, un territoire particulièrement riche en espèces endémiques des Pyrénées. Celles-ci sont pour la plupart inféodées à des milieux spécialisés. Une grande partie de la zone  à vocation forestière originelle indéniable livrée historiquement au pâturage intensif et extensif, mais ce dernier est en nette régression de nos jours.

#### Zones naturelles d'intérêt écologique, faunistique et floristique
L’inventaire des zones naturelles d'intérêt écologique, faunistique et floristique (ZNIEFF) a pour objectif de réaliser une couverture des zones les plus intéressantes sur le plan écologique, essentiellement dans la perspective d’améliorer la connaissance du patrimoine naturel national et de fournir aux différents décideurs un outil d’aide à la prise en compte de l’environnement dans l’aménagement du territoire.
Quatre ZNIEFF de type 1 sont recensées sur la commune :
- l'« aval de la rivière du Garbet » (112 ha), couvrant 3 communes du département[28] ;
- les « bois de Mirabat, d´Oust et du Picou de Géu » (1 670 ha), couvrant 5 communes du département[29] ;
- les « massifs calcaires et tourbières du mont Ceint et du mont Béas » (2 937 ha), couvrant 6 communes du département[30] ;
- les « montagnes d'Ercé et de Massat » (6 668 ha), couvrant 6 communes du département[31] ;

et deux ZNIEFF de type 2, : 
- les « montagnes d'Ercé, d'Oust et de Massat » (30 350 ha), couvrant 13 communes du département[32] ;
- la « moyenne montagne du Vicdessos et massif des Trois-Seigneurs » (21 558 ha), couvrant 17 communes du département[33].

## Urbanisme

### Typologie
Au 1er janvier 2024, Ercé est catégorisée commune rurale à habitat très dispersé, selon la nouvelle grille communale de densité à 7 niveaux définie par l'Insee en 2022.
Elle est située hors unité urbaine. Par ailleurs la commune fait partie de l'aire d'attraction de Saint-Girons, dont elle est une commune de la couronne,. Cette aire, qui regroupe 70 communes, est catégorisée dans les aires de moins de 50 000 habitants,.

### Hameaux
Les hameaux situés sur la commune sont: Cominac, Coumanie, L'Escalusse, Goulos, Grillous, Labouche, Lascostes, Lescarra, Pouets, la Rivière, Serres…

### Habitat et logement
En 2018, le nombre total de logements dans la commune était de 636, alors qu'il était de 618 en 2013 et de 589 en 2008.
Parmi ces logements, 40,6 % étaient des résidences principales, 55,4 % des résidences secondaires et 3,9 % des logements vacants. Ces logements étaient pour 96,3 % d'entre eux des maisons individuelles et pour 1,8 % des appartements.
Le tableau ci-dessous présente la typologie des logements à Ercé en 2018 en comparaison avec celle de l'Ariège et de la France entière. Une caractéristique marquante du parc de logements est ainsi une proportion de résidences secondaires et logements occasionnels (55,4 %) supérieure à celle du département (24,6 %) et à celle de la France entière (9,7 %). Concernant le statut d'occupation de ces logements, 83,4 % des habitants de la commune sont propriétaires de leur logement (83,8 % en 2013), contre 66,3 % pour l'Ariège et 57,5 % pour la France entière.
| Typologie                                               | Ercé | Ariège | France entière |
| ------------------------------------------------------- | ---- | ------ | -------------- |
| Résidences principales (en %)                           | 40,6 | 65,7   | 82,1           |
| Résidences secondaires et logements occasionnels (en %) | 55,4 | 24,6   | 9,7            |
| Logements vacants (en %)                                | 3,9  | 9,7    | 8,2            |

### Voies de communication et transports
Le village d'Ercé est traversé par la route départementale D32. La D132 la relie au hameau de Cominac où elle aboutit sur la D17 qui conduit à Biert et Massat par le col de Saraillé.

## Histoire
Les comtes de Comminges vendirent (vers 1609-1615) la seigneurie d’Ercé à noble Hercule de Sirgand sieur d’Artigaude, pour 15 000 livres. Les « comtes » d’Ercé furent officiers du roi, sénéchaux de Nébouzan et avaient fiefs à Picampau, Castelnau, Polastron. Ils épousèrent des filles de Gensac de la Maison de Rochechouart et se maintinrent au fief jusqu’en 1789.
Au début du XXe siècle, 20 % de la population quitte Ercé pour les États-Unis.
De 1914 à 1935, le village était desservi par un tramway électrique de la ligne de Oust à Aulus-les-Bains longue de 16 km et longeant la route coté Garbet dont on peut encore voir les gares et certains ouvrages d'art sur le parcours.
Le village est surtout connu comme la « capitale historique des orsalhers, les montreurs d'ours des Pyrénées ». On estime à deux cents le nombre de dresseurs et montreurs d'ours dans la vallée en 1880, dont cinquante dans le seul village d'Ercé. Une école, unique en France, de dresseurs d'ours avait même été installée dans ce village à l'époque. Elle forma, jusqu'à la guerre de 1914-18, ceux qui partaient exercer ce métier et faire fortune aux États-Unis, au Canada ou en Amérique du Sud. Depuis juin 2008, la commune a inauguré un sentier des montreurs d'ours au départ du lieu-dit l'Escalusse.

## Politique et administration

### Découpage territorial
La commune d'Ercé est membre de la communauté de communes Couserans-Pyrénées, un établissement public de coopération intercommunale (EPCI) à fiscalité propre créé le 18 novembre 2016 dont le siège est à Saint-Lizier. Ce dernier est par ailleurs membre d'autres groupements intercommunaux.
Sur le plan administratif, elle est rattachée à l'arrondissement de Saint-Girons, au département de l'Ariège, en tant que circonscription administrative de l'État, et à la région Occitanie.
Sur le plan électoral, elle dépend du canton du Couserans Est pour l'élection des conseillers départementaux, depuis le redécoupage cantonal de 2014 entré en vigueur en 2015, et de la première circonscription de l'Ariège  pour les élections législatives, depuis le dernier découpage électoral de 2010.

### Administration municipale
Le nombre d'habitants au recensement de 2011 étant compris entre 500 et 1 499 habitants, le nombre de membres du conseil municipal pour l'élection de 2014 est de quinze,.

### Liste des maires
| Période                                  | Période   | Identité          | Étiquette | Qualité                                         |
| ---------------------------------------- | --------- | ----------------- | --------- | ----------------------------------------------- |
| mars 1983                                | mars 2014 | Julien Souquet    | PS        | Conseiller général du Canton d'Oust (1998-2011) |
| mars 2014                                | En cours  | Christian Carrère | SE        | Agriculteur                                     |
| Les données manquantes sont à compléter. |           |                   |           |                                                 |

## Population et société

### Démographie
- L'évolution du nombre d'habitants est connue à travers les recensements de la population effectués dans la commune depuis 1793. Pour les communes de moins de 10 000 habitants, une enquête de recensement portant sur toute la population est réalisée tous les cinq ans, les populations de référence des années intermédiaires étant quant à elles estimées par interpolation ou extrapolation[44]. Pour la commune, le premier recensement exhaustif entrant dans le cadre du nouveau dispositif a été réalisé en 2004[45].

En 2022, la commune comptait 580 habitants, en évolution de +10,06 % par rapport à 2016 (Ariège : +1,48 %, France hors Mayotte : +2,11 %).
| 1793  | 1800  | 1806  | 1821  | 1831  | 1836  | 1841  | 1846  | 1851  |
| ----- | ----- | ----- | ----- | ----- | ----- | ----- | ----- | ----- |
| 3 245 | 3 780 | 3 697 | 3 423 | 3 256 | 3 765 | 3 855 | 3 945 | 3 232 |

| 1856  | 1861  | 1866  | 1872  | 1876  | 1881  | 1886  | 1891  | 1896  |
| ----- | ----- | ----- | ----- | ----- | ----- | ----- | ----- | ----- |
| 3 114 | 3 371 | 3 321 | 3 312 | 3 392 | 3 106 | 2 973 | 2 630 | 2 673 |

| 1901  | 1906  | 1911  | 1921  | 1926  | 1931  | 1936  | 1946  | 1954  |
| ----- | ----- | ----- | ----- | ----- | ----- | ----- | ----- | ----- |
| 2 723 | 2 612 | 2 634 | 1 703 | 1 688 | 1 665 | 1 584 | 1 043 | 1 027 |

| 1962  | 1968  | 1975 | 1982 | 1990 | 1999 | 2004 | 2006 | 2009 |
| ----- | ----- | ---- | ---- | ---- | ---- | ---- | ---- | ---- |
| 1 016 | 1 012 | 990  | 750  | 566  | 532  | 537  | 529  | 560  |

| 2014 | 2019 | 2022 | - | - | - | - | - | - |
| ---- | ---- | ---- | - | - | - | - | - | - |
| 533  | 562  | 580  | - | - | - | - | - | - |

| selon la population municipale des années : | 1968 | 1975 | 1982 | 1990 | 1999 | 2006 | 2009 | 2013 |
| Rang de la commune dans le département      | 23   | 22   | 30   | 43   | 54   | 60   | 60   | 63   |
| Nombre de communes du département           | 340  | 328  | 330  | 332  | 332  | 332  | 332  | 332  |

Le plus ancien dénombrement connu fait état de 1850 habitants en 1741.

### Enseignement
Ercé fait partie de l'académie de Toulouse dans la région Occitanie.
L'enseignement est assuré sur la commune dans un groupe scolaire  qui accueille les enfants en maternelle et primaire.

### Santé
Maison de retraite type EHPAD, centre communal d’action sociale,

### Culture et festivités
- L'exposition consacrée aux montreurs d'ours, située au rez de chaussée de la mairie, met en valeur cette profession bien particulière et caractéristique du Haut-Salat à partir de la fin du XVIIIe siècle[55].
- ESCAPA (Association pour la sauvegarde du calvaire et du patrimoine).
- Comité des fêtes, foyer rural,

### Activités sportives
Pêche, tennis, chasse, pétanque, randonnée pédestre.

### Écologie et recyclage
La déchetterie intercommunale se trouve à Oust au lieudit la Pièce Longue, ouverte du lundi au samedi.

## Économie

### Revenus
En 2018, la commune compte 210 ménages fiscaux, regroupant 379 personnes. La médiane du revenu disponible par unité de consommation est de 18 650 € (19 820 € dans le département).

### Emploi
| Division       | 2008   | 2013   | 2018   |
| -------------- | ------ | ------ | ------ |
| Commune        | 10,3 % | 13,5 % | 12,3 % |
| Département    | 8,9 %  | 11,1 % | 11,2 % |
| France entière | 8,3 %  | 10 %   | 10 %   |

En 2018, la population âgée de 15 à 64 ans s'élève à 277 personnes, parmi lesquelles on compte 69,7 % d'actifs (57,4 % ayant un emploi et 12,3 % de chômeurs) et 30,3 % d'inactifs,. Depuis 2008, le taux de chômage communal (au sens du recensement) des 15-64 ans est supérieur à celui de la France et du département.
La commune fait partie de la couronne de l'aire d'attraction de Saint-Girons, du fait qu'au moins 15 % des actifs travaillent dans le pôle,. Elle compte 125 emplois en 2018, contre 113 en 2013 et 120 en 2008. Le nombre d'actifs ayant un emploi résidant dans la commune est de 162, soit un indicateur de concentration d'emploi de 76,9 % et un taux d'activité parmi les 15 ans ou plus de 41,1 %.
Sur ces 162 actifs de 15 ans ou plus ayant un emploi, 68 travaillent dans la commune, soit 42 % des habitants. Pour se rendre au travail, 86,1 % des habitants utilisent un véhicule personnel ou de fonction à quatre roues, 0,6 % les transports en commun, 7,2 % s'y rendent en deux-roues, à vélo ou à pied et 6 % n'ont pas besoin de transport (travail au domicile).

### Activités hors agriculture
27 établissements sont implantés  à Ercé au 31 décembre 2019. Le tableau ci-dessous en détaille le nombre par secteur d'activité et compare les ratios avec ceux du département,.
Le secteur du commerce de gros et de détail, des transports, de l'hébergement et de la restauration est prépondérant sur la commune puisqu'il représente 25,9 % du nombre total d'établissements de la commune (7 sur les 27 entreprises implantées  à Ercé), contre 27,5 % au niveau départemental.
Les entreprises ayant leur siège social sur le territoire communal qui génèrent le plus de chiffre d'affaires en 2020 sont : 
- SARL Peyrat Aime Et Fils, travaux de menuiserie bois et PVC (253 k€)

La population active d'Ercé (environ 200 personnes) est employée dans l'agriculture, l'artisanat, le commerce, le tourisme. Mais le plus gros employeur de la vallée du Garbet est la maison de retraite Saint-Philippe.
- L'agriculture : c'est surtout l'élevage et la vie pastorale qui a de tout temps marqué la vie au village. Les troupeaux de vaches de race gasconne essentiellement (élevés pour la viande et les veaux), les chevaux (pour la boucherie), quelques troupeaux d'ovins, sont tous à l'estive de juin à fin septembre sur les hauteurs de la commune.
- Le tourisme : proche de la station de ski de Guzet qui offre des emplois saisonniers en hiver, Ercé est aussi un site privilégié pour la randonnée d'été. De nombreuses résidences secondaires (Toulouse est à 1 h 30), un centre d'accueil de 80 lits permettant l'accueil de colonies de vacances et de groupes scolaires, des gîtes communaux ou privés, permettent le maintien de l'activité en toute saison et l'accueil des visiteurs attirés par le passé historique du "pays des montreurs d'ours", par les sentiers de randonnées et par les nombreux étangs en montagne où se pêche la truite.
- La maison de retraite : principal employeur économique de la vallée, la maison de retraite installée dans le château du XVIIIe siècle, qui a été rénové, emploie 50 personnes pour 65 résidents. Elle compte un secteur pour personnes atteintes de la maladie d'Alzheimer.
- Épicerie d'alimentation générale, presse, restaurant, garage de mécanique générale et agricole, agence postale communale.

### Agriculture
La commune fait partie de la petite région agricole dénommée « Région pyrénéenne ». En 2010, l'orientation technico-économique de l'agriculture  sur la commune est l'élevage d'herbivores hors bovins, caprins et porcins.
|                                   | 1988  | 2000 | 2010 |
| --------------------------------- | ----- | ---- | ---- |
| Exploitations                     | 59    | 37   | 31   |
| Superficie agricole utilisée (ha) | 1 288 | 1045 | 783  |

Le nombre d'exploitations agricoles en activité et ayant leur siège dans la commune est passé de 59 lors du recensement agricole de 1988 à 37 en 2000 puis à 31 en 2010, soit une baisse de 47 % en 22 ans. Le même mouvement est observé à l'échelle du département qui a perdu pendant cette période 48 % de ses exploitations. La surface agricole utilisée sur la commune a également diminué, passant de 1 288 ha en 1988 à 783 ha en 2010. Parallèlement la surface agricole utilisée moyenne par exploitation a augmenté, passant de 22 à 25 ha.

## Culture locale et patrimoine

### Lieux et monuments
- L'église Notre-Dame-de-l'Assomption (XIIe siècle, XIVe siècle et XVIIIe siècle)[61] est inscrite à l'inventaire des monuments historiques depuis 1964[62].
- Église de Labouche des Jammets.
- L'ancienne chapelle Saint-Pierre, à l'entrée du village (XIIe siècle)[61] est inscrite à l'inventaire des monuments historiques depuis 1979[63].
- Croix en fer surmontée d'un coq, située au Nord-Ouest de l'église, unique dans la région[61].
- Chapelle Notre-Dame-de-Pitié du Calvaire, sur la colline dite du Calvaire, face à l'Escalusse.
- Le moulin du Ressec est une scierie sur le Garbet dont la « scie battante » était en fonctionnement avant 1600.
- Promenade historique dans le village avec un parcours culture et patrimoine.
- L'exposition sur les montreurs d'ours est présentée au rez de chaussée de la mairie d'Ercé.

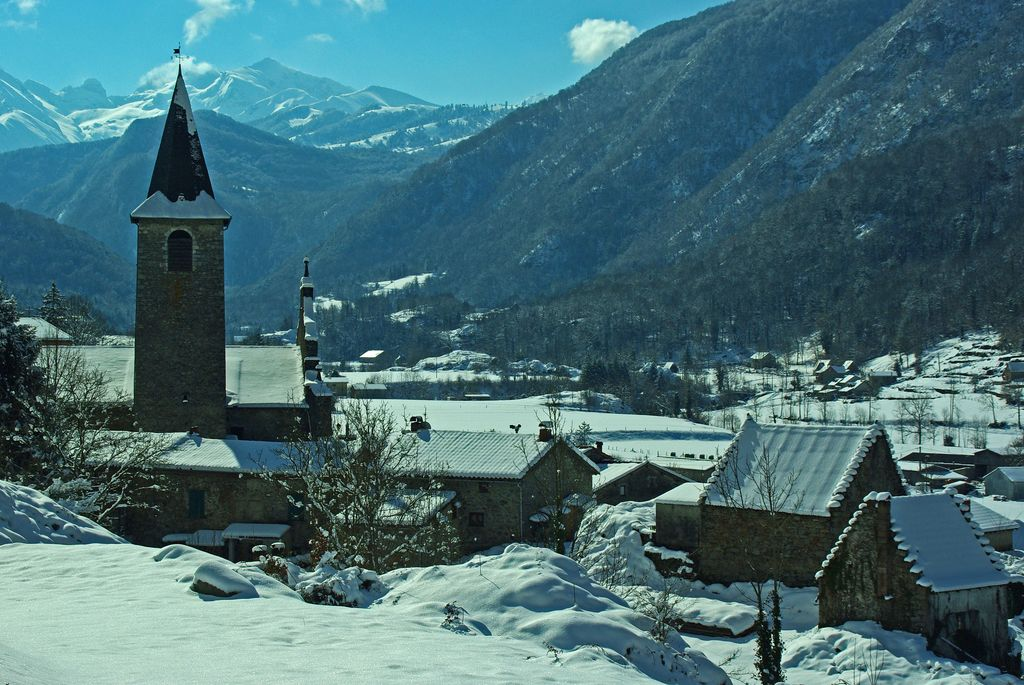
Ercé sous la neige.
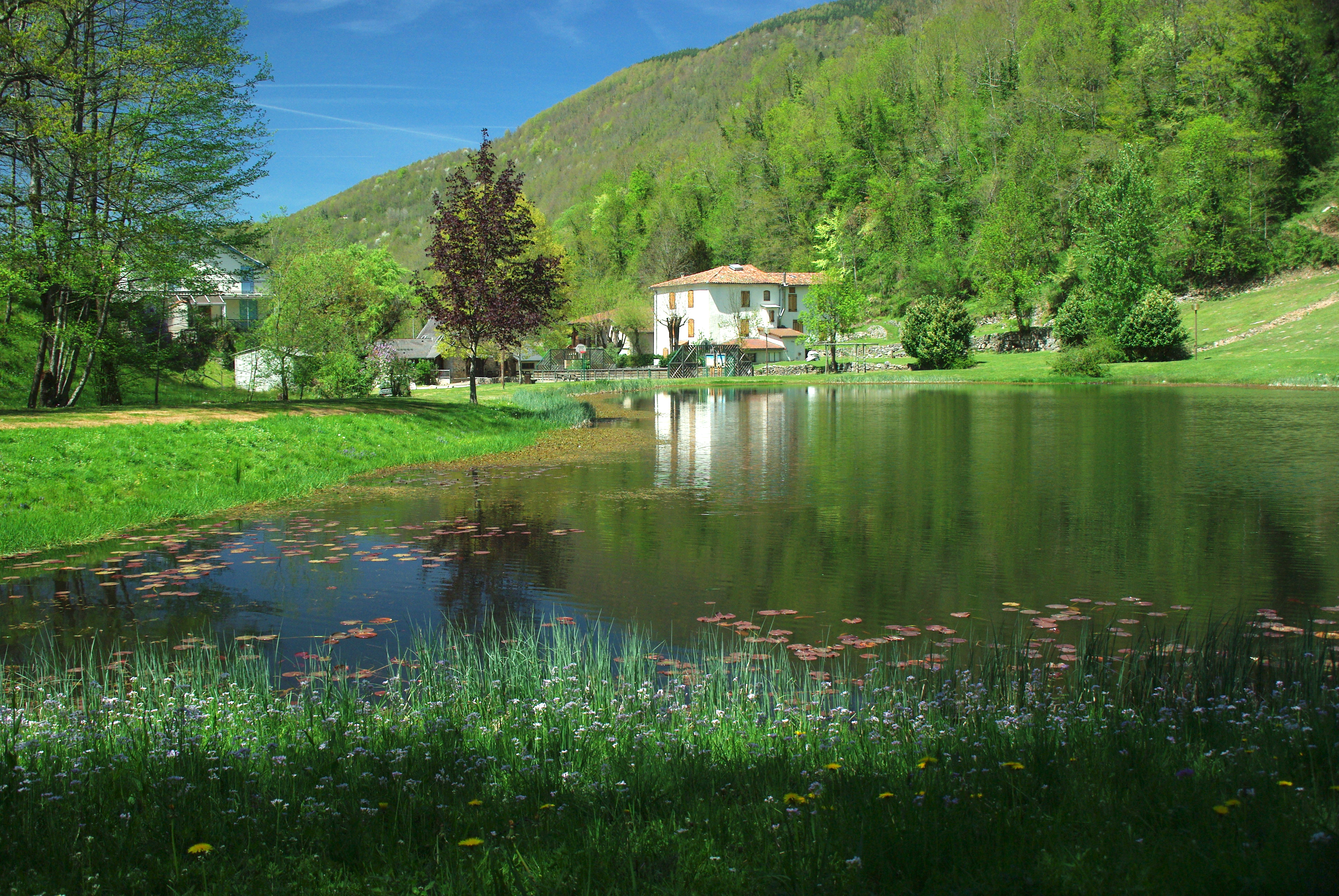
L'escalusse et son plan d'eau.
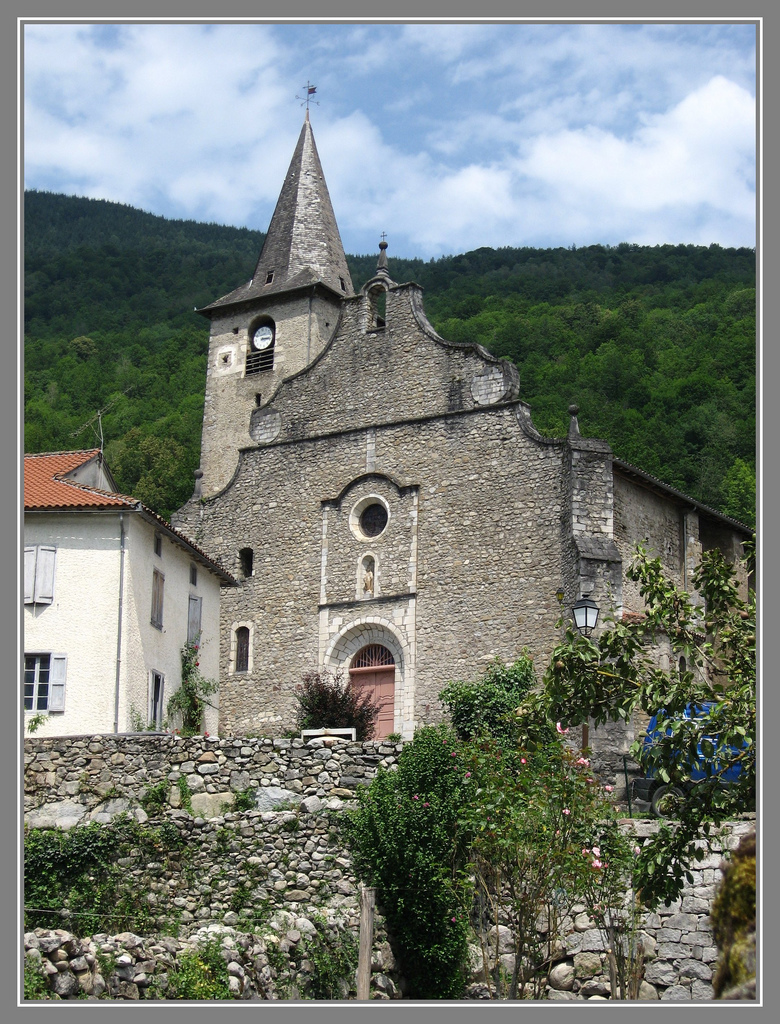
Église Notre-Dame-de-l'Assomption
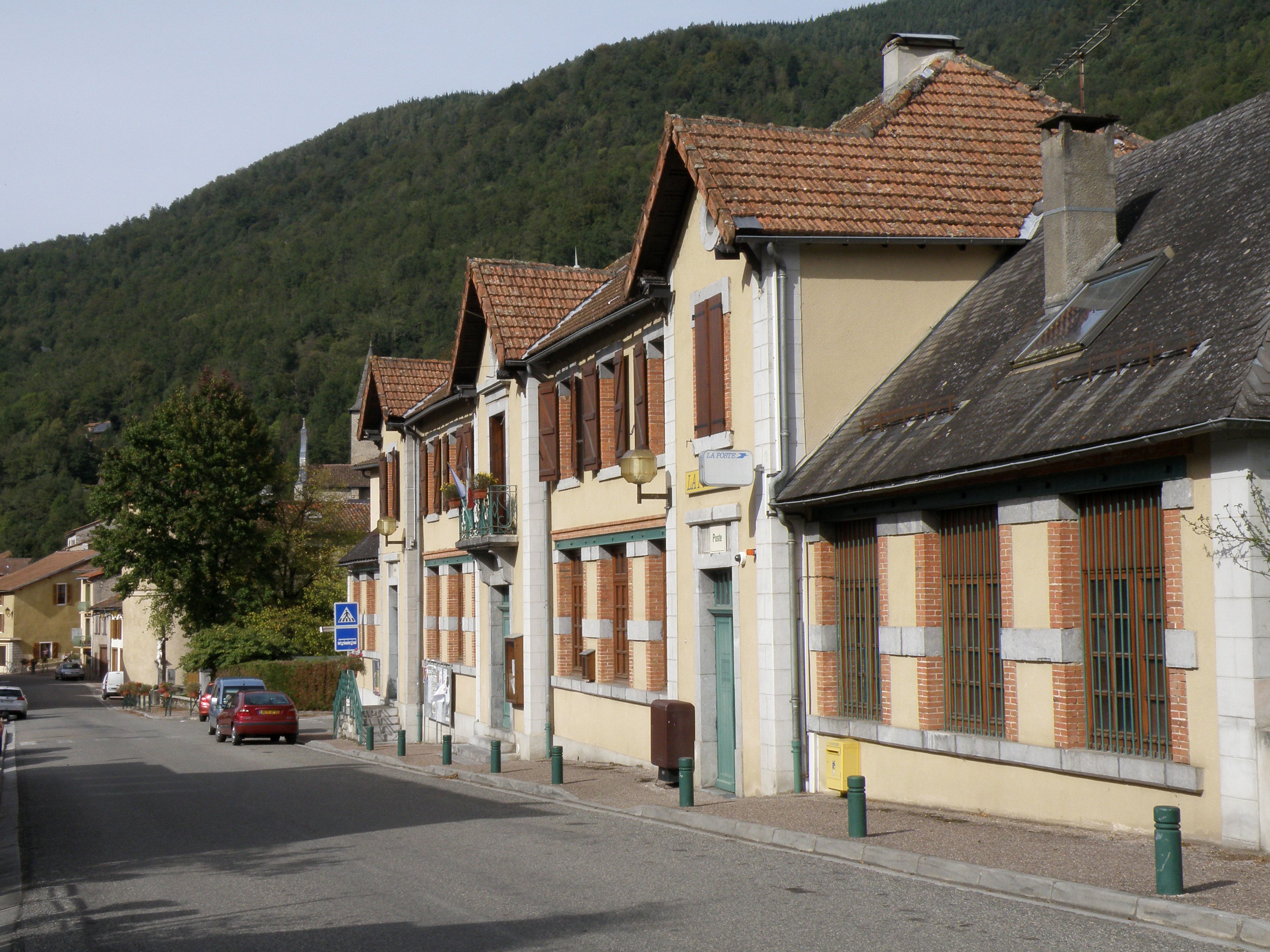
L'école-mairie-poste.
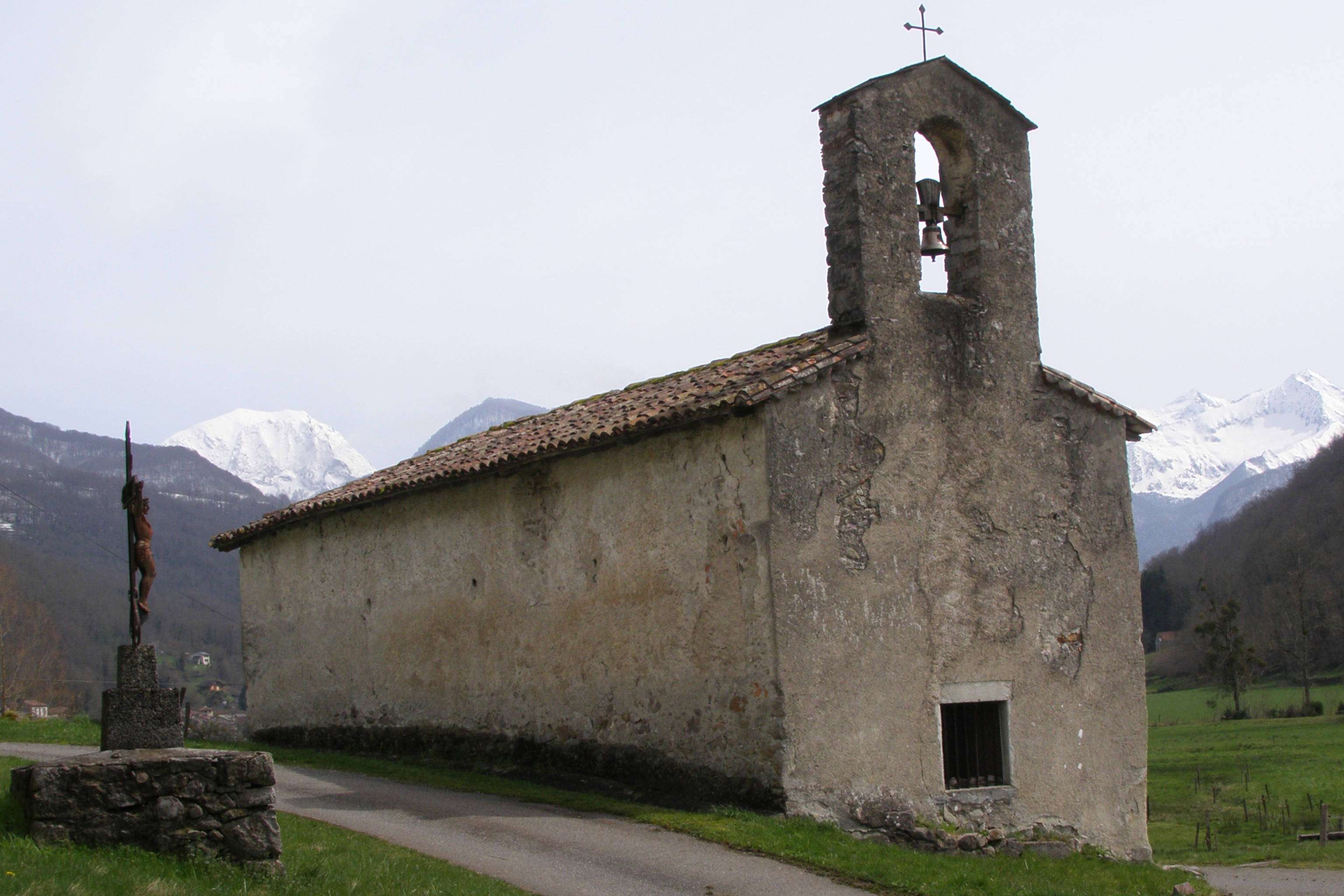
Chapelle Saint-Pierre.
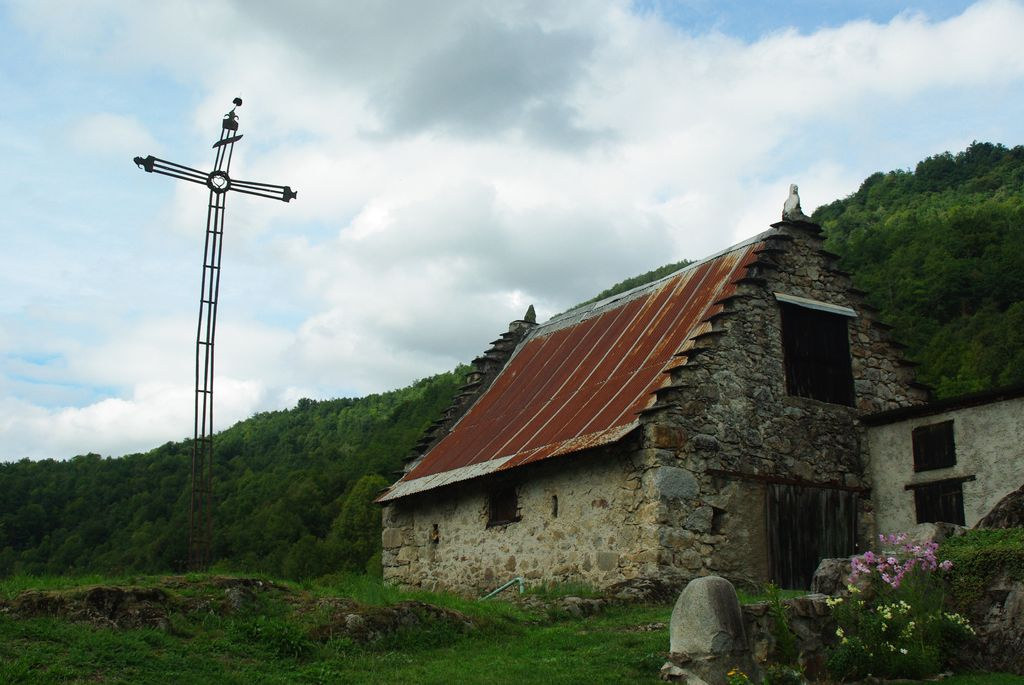
Croix de fer et grange avec pignon typique "à pas d'oiseau".
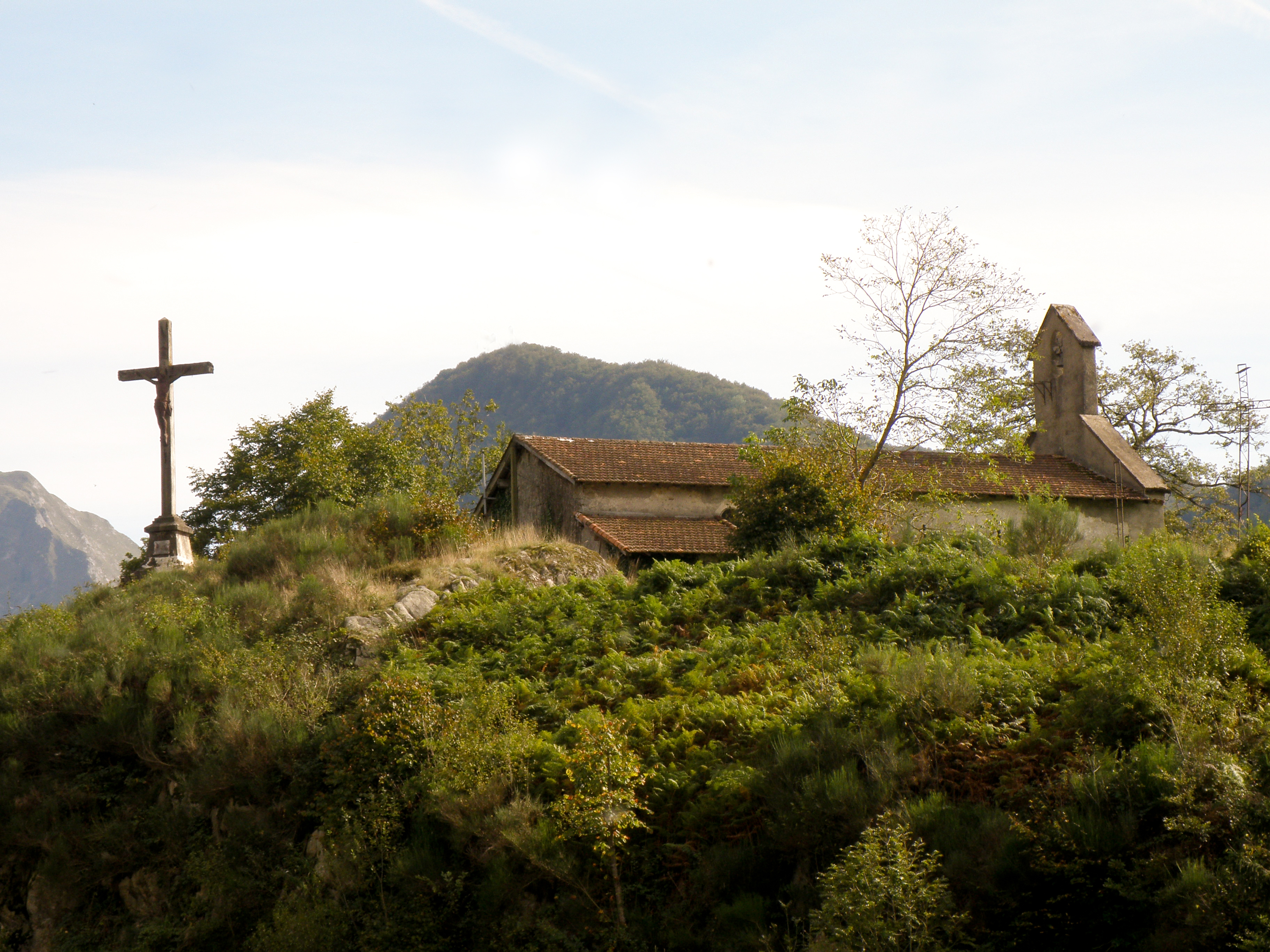
Le calvaire.
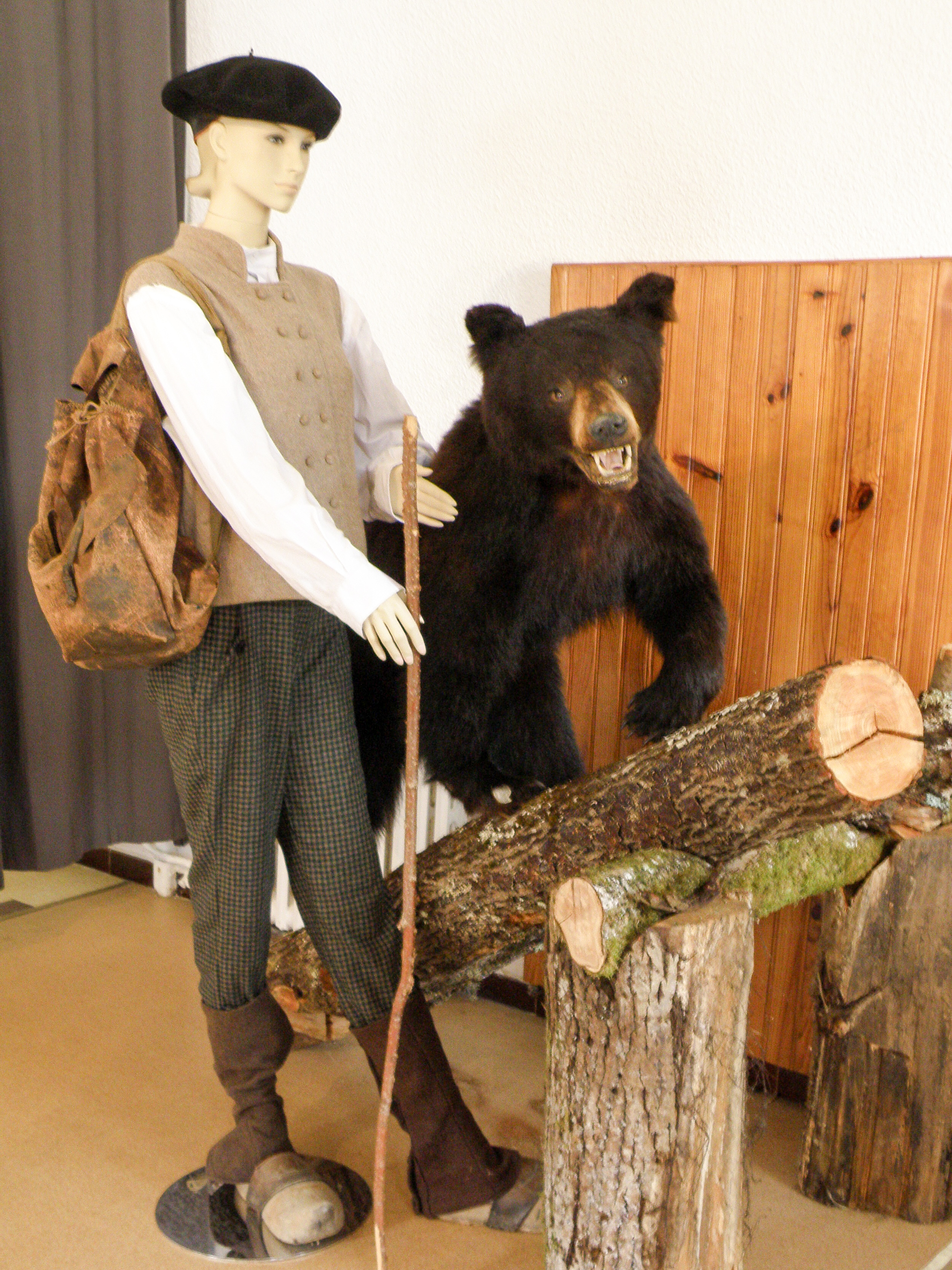
Montreur d'ours au musée d'Ercé.

#### Les granges de Cominac

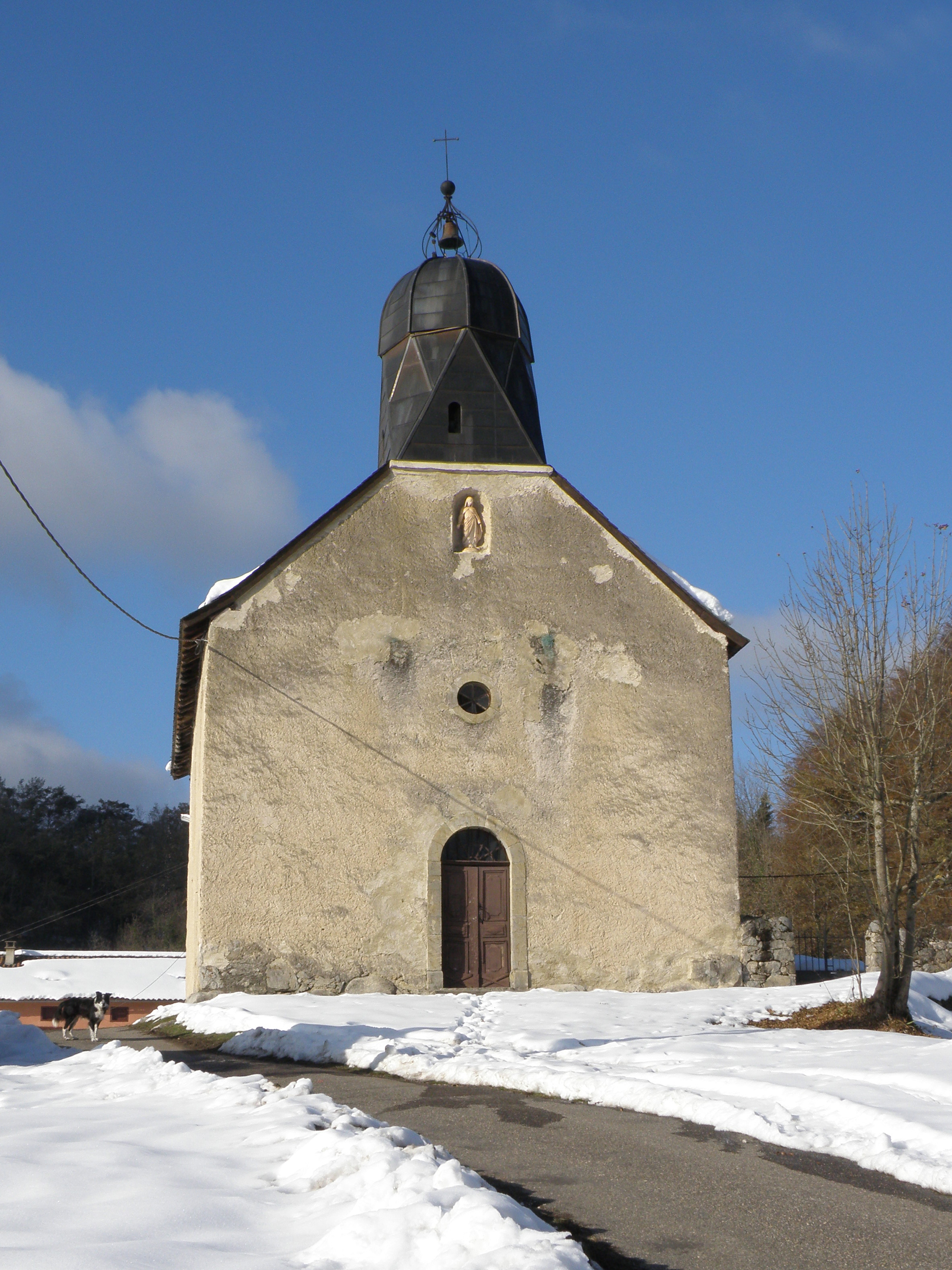
Le clocher caractéristique de l'église de Cominac.

Cominac est un hameau de la commune d'Ercé situé à 5 km du village d’Ercé, en altitude.
Étalé sur un vaste plateau orienté au sud, il bénéficie d’une vue panoramique exceptionnelle sur le massif du Montcalm au-dessus d’Aulus et sur le massif du mont Valier. La montagne est ponctuée de granges en pierre dont les pignons ont une forme très particulière. Ce sont les pignons "à pas d'oiseau" .

#### L'église de Cominac
Cette église au clocher en bulbe a été rendue célèbre, car le 6 mars 1906, sous la houlette de son curé, la population, assistée par trois ours des Pyrénées se dresse contre les fonctionnaires de l'état venus dresser l'inventaire des biens de l'église . Cet inventaire était alors mené dans toute la France en application de la loi de "séparation des biens de l’état et de l’église".
Craignant qu'on leur confisque leur église, les paroissiens font obstacle à "l'inventaire de Cominac". Il est vrai que ce sont 67 familles du hameau qui avaient financé la construction de cette église, elle relevait donc de la propriété privée ou associative, et non pas du patrimoine de l'Etat au sens de la loi de 1905 de séparation de l'Eglise et de l'Etat.

#### Hameau de La rivière
Situé à 2 km d'Ercé sur la D32, l'ancienne école du hameau a été le siège du Musée des montreurs d'ours jusqu'en 2016. Cette exposition a été entièrement rénovée et se trouve désormais présentée au rez de chaussée de la mairie d'Ercé.

#### Le Roc d'Ercé
Au cœur de Central Park à Manhattan, un rocher s'appelle le Roc d'Ercé. Il est le témoin du passages d'Ercéens et d'Ercéennes résidents ou de passage à New York qui s'y réunissaient le dimanche. Un moyen pour ces exilés aux États-Unis de se remémorer le village, d'échanger de bonnes adresses (surtout d'emplois à saisir) et s'entraider.

### Personnalités liées à la commune
- Le peintre français André Regagnon (1902-1976), chevalier de la Légion d'honneur, eut sa maison à côté de l'église (plaque commémorative). Parmi ses œuvres, deux sont conservées à Ercé :
  - "L'apparition de la Vierge" dans l'église,
  - "La femme à la chèvre" à la mairie[68].
- Jean Bombail (1925-1993), joueur de rugby à XIII mort sur la commune.
- Michel Larive, homme politique (né en 1966), député La France Insoumise de l'Ariège de 2017 à 2022.
- Christian Carrère[69], maire depuis 2014

## Pour approfondir